# Steffen Drößler
Steffen Drößler (* 14. Oktober 1990 in Gotha) ist ein deutscher Volleyball- und Beachvolleyballspieler.

## Karriere Halle
Drößler begann 1998 mit dem Hallenvolleyball und spielte bis 2007 beim VC Gotha, wo er auch zu einigen Kurzeinsätzen in der zweiten Bundesliga kam. Danach spielte der Diagonalangreifer im Junioren-Team des VC Olympia Berlin in zweiter und erster Bundesliga. 2011 wechselte er zum Zweitligisten SV Lindow/Gransee. Mit der deutschen Polizei-Nationalmannschaft wurde Drößler 2013 Vizeeuropameister. Außerdem ist er Co-Trainer beim Juniorinnen-Team vom VC Olympia Berlin.

## Karriere Beach
2004 begann Drößler mit dem Beachvolleyball. Mit Paul Becker und Holger Wesselmann belegte er auf mehreren Deutschen Jugendmeisterschaften Podestplätze. Mit Thomas Just wurde er 2008 Neunter bei den U19-Weltmeisterschaften in Den Haag und mit Lars Flüggen 2009 Neunter bei den U20-Europameisterschaften in Kos. Von 2010 bis 2012 war Finn Dittelbach sein Partner. Dittelbach/Drößler nahmen zweimal an den deutschen Meisterschaften in Timmendorf teil und belegten 2012 Platz fünf bei den U23-Europameisterschaften in Assen. Seit 2013 bildet Drößler ein Duo mit Tom Götz.